# Kitty ter Braake
Catharina Elizabeth (Kitty) ter Braake (Amsterdam, 19 december 1913 – aldaar, 20 juni 1991) was een Nederlandse atlete, die gespecialiseerd was in het hordelopen en de sprint. Ze werd tweemaal Nederlands kampioene op de 80 m horden. Eenmaal nam ze deel aan de Olympische Spelen, maar won hierbij geen medailles. Ook had ze in 1936 enige tijd het Nederlands record in handen op de 80 m horden en was mederecordhoudster op de 4 x 100 m estafette. In 1938 veroverde zij een bronzen medaille op de 80 m horden tijdens de Europese kampioenschappen in Wenen, de eerste EK waaraan ook vrouwen deelnamen.

## Loopbaan
Kitty ter Braake maakte deel uit van de Nederlandse ploeg op de Olympische Spelen van 1936 in Berlijn. Ze kwam er uit op de 80 m horden en de 4 x 100 m estafette. Bij het hordelopen kwam ze de series als derde door in 12,0 s, liep in de halve finale 11,8 en werd in de finale vijfde in opnieuw 11,8. Deze wedstrijd werd gewonnen door de Italiaanse Trebisonda Valla in een Olympisch record van 11,7. De tijd van Ter Braake was een evenaring van het Nederlandse record van Agaath Doorgeest, maar is om onbekende redenen nooit in de nationale recordlijst opgenomen. Drie dagen later eindigde ze op de 4 x 100 m estafette als startloopster samen met Fanny Koen, Ali de Vries en Lies Koning eveneens als vijfde in 48,8, na eerder in de series tot een tijd van 48,4 te zijn gekomen, een nationaal record. De finale werd gewonnen door de Amerikaanse estafetteploeg in 46,9.
Aan het eind van dat seizoen verbeterden Kitty ter Braake en Agaath Doorgeest beiden bij een wedstrijd in Wuppertal het Nederlands record op de 80 m horden tot 11,7. Fanny Blankers-Koen evenaarde deze tijd in 1942 eerst en maakte er ten slotte een week later 11,3 van, wat tevens een verbetering was van het wereldrecord.
Op de Europese kampioenschappen van 1938 in Wenen behaalde Ter Braake op de 80 m horden een bronzen medaille. Met een tijd van 11,8 eindigde ze achter de Italiaanse Claudia Testoni (goud; 11,6) en de Duitse Lisa Gelius (zilver; 11,7).
In haar actieve tijd was Kitty ter Braake aangesloten bij atletiekvereniging ADA.

## Nederlandse kampioenschappen
| Onderdeel   | Jaar       |
| ----------- | ---------- |
| 80 m horden | 1937, 1938 |

## Persoonlijke records
| Onderdeel   | Prestatie      | Datum            | Plaats    |
| ----------- | -------------- | ---------------- | --------- |
| 100 m       | 12,3 s         | 10 juli 1938     | Rotterdam |
| 80 m horden | 11,7 s (ex-NR) | 19 augustus 1936 | Wuppertal |
| verspringen | 5,24 m         | 17 augustus 1940 | Nijmegen  |

## Palmares

### 200 m
- 1935:  NK - 27,8 s

### 80 m horden
- 1936: 5e OS - 11,8 s
- 1937:  NK - 12,1 s
- 1938:  NK - 12,0 s
- 1938:  EK - 11,8 s

### 4 x 100 m
- 1936: 5e OS - 48,8 s (in serie 48,4 s = NR)